# ロバート・ギブズ
ロバート・L・ギブズ（英: Robert L. Gibbs、1971年3月29日 - ）は、アメリカ合衆国 コミュニケーション専門家で、マクドナルドの副社長兼国際最高商業責任者。2009年から2011年までホワイトハウス報道官を務めた。アメリカ合衆国上院議員バラク・オバマおよびオバマの2008年の大統領選挙運動の通信連絡課長を務めた。
2004年からオバマと行動を伴にしているギブズは、ジョン・ケリーの2004年の大統領選挙運動の報道官のほか、上院議員選挙運動の専門家として民主党上院選挙委員会および2004年のオバマ、1998年のフリッツ・ホリングスを含む4人の上院議員選挙運動のコミュニケーションズ・ディレクターを務めた。ギブズはまた下院議員ボブ・イーサーリッジの報道官でもあった。2008年11月22日、ギブズがオバマ政権のホワイトハウス報道官になると伝えられた。。ギブズは2009年1月20日に報道官となり、1月22日に最初の公式記者会見を開いた。

## 幼少期の生活と教育

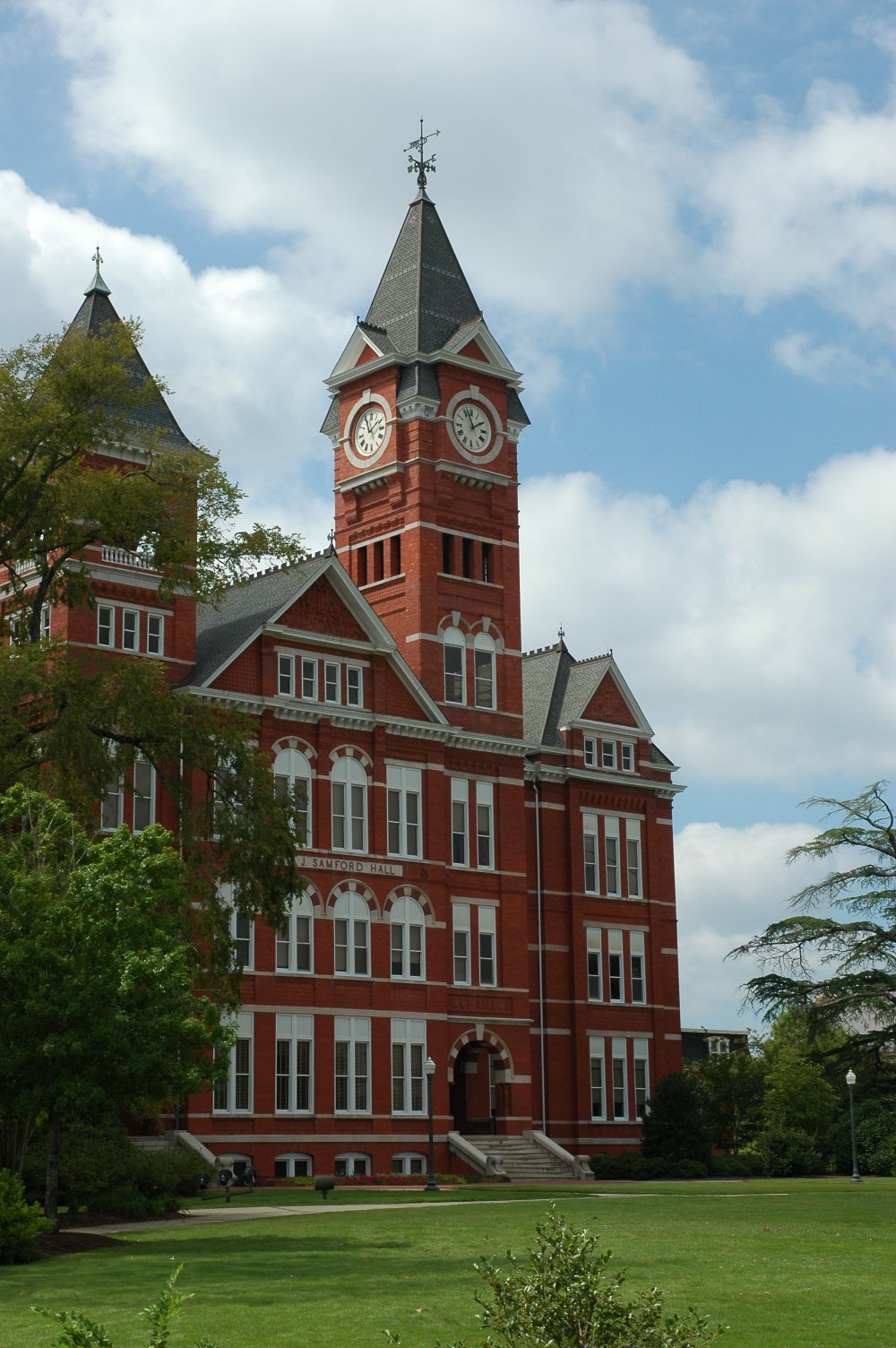
オーバーン大学のサムフォード・ホール

ギブズは1971年3月29日、アラバマ州オーバーンに生まれた。彼の両親であるロバートとナンシーはオーバーン大学図書館に勤務し、幼い頃から息子を政治の世界に置いていた。ナンシー・ギブズは、「ボビー」と呼ばれていたロバートをベビーシッターを雇うことなく地元の婦人有権者連盟の会合に連れて行き、また郡庁舎での「有権者再確認」作業に参加させた。ギブズはオーバーン市立学校とオーバーン高校に入学した。オーバーン高校では学校のバンドでサクソフォーンを演じ、タイガース・サッカー・チームではゴールキーパーを務め、また高校のディベート部にも参加した。1989年、ギブズは同じクラスの小説家エイス・アトキンス、数学者レゴアーティストのエリック・ハーシュバーガーと共に、オーバーン高校を卒業した。
高校卒業後、ギブズはノースカロライナ州立大学に入学し、政治学を専攻した。1990年から1992年まで、ギブズはノースカロライナ州立大学ウォルフパック・サッカー・チームでゴールキーパーを務めた。ギブズはノースカロライナ州立大学を優等で卒業し、政治学の学位を取得した。

## キャリア
ノースカロライナ州立大学学生時代の1991年、ギブズは下院議員グレン・ブラウダーの研修生（インターン）となった。ギブズはブラウダーのスタッフの中でめきめきと頭角を現し、あっという間にワシントンD.C.における議員秘書（エグゼクティブ・アシスタント）の地位まで昇りつめた。しかしブラウダーの上院議員落選の結果、1996年にアラバマに戻った。その後、1997年にはノースカロライナ州選出の下院議員ボブ・イーサーリッジの報道官を、1998年には上院議員フリッツ・ホリングスの選挙運動でスポークスマンを務めた。さらにその他2人の上院議員の選挙運動でも働き、民主党上院選挙委員会のコミュニケーションズ・ディレクターを務めた。そしてジョン・ケリーの2004年大統領選挙運動の報道官の地位を得た。

## 2004年アメリカ合衆国大統領選挙
2004年の大統領選挙の当初、ギブズは民主党の候補ジョン・ケリーの報道官だったが、2003年11月11日、ケリーによるジム・ジョーダンの突然の罷免に抗議し報道官を辞任した。ギブズの後任にはエドワード・ケネディの元スポークスウーマンだったステファニー・カッターが充てられた。ケリーの選挙運動から去った後、ギブズはハワード・ディーンの2004年大統領選挙運動を止めさせるために結成された527政策グループのスポークスマンになった。オバマの大統領選挙戦最中の2007年2月、民主党支持のブロガーの中にはこの点についてギブズを批判した者もいた。

## バラク・オバマの顧問
2004年4月中旬、ギブズはバラク・オバマの2004年上院議員選挙運動にコミュニケーションズ・ディレクターとして参加し、オバマの任期の最初の2年間その職を務めた。ギブズはこの最初の数年間でオバマの方向性を定め、彼を全国区へと押し上げたと信じられている。ニューヨーク・タイムズ紙によると、ギブズはオバマに政策、戦略、そしてメッセージ発信について助言し、どの顧問よりも長くオバマと一緒に過ごした。

## 2008年アメリカ合衆国大統領選挙

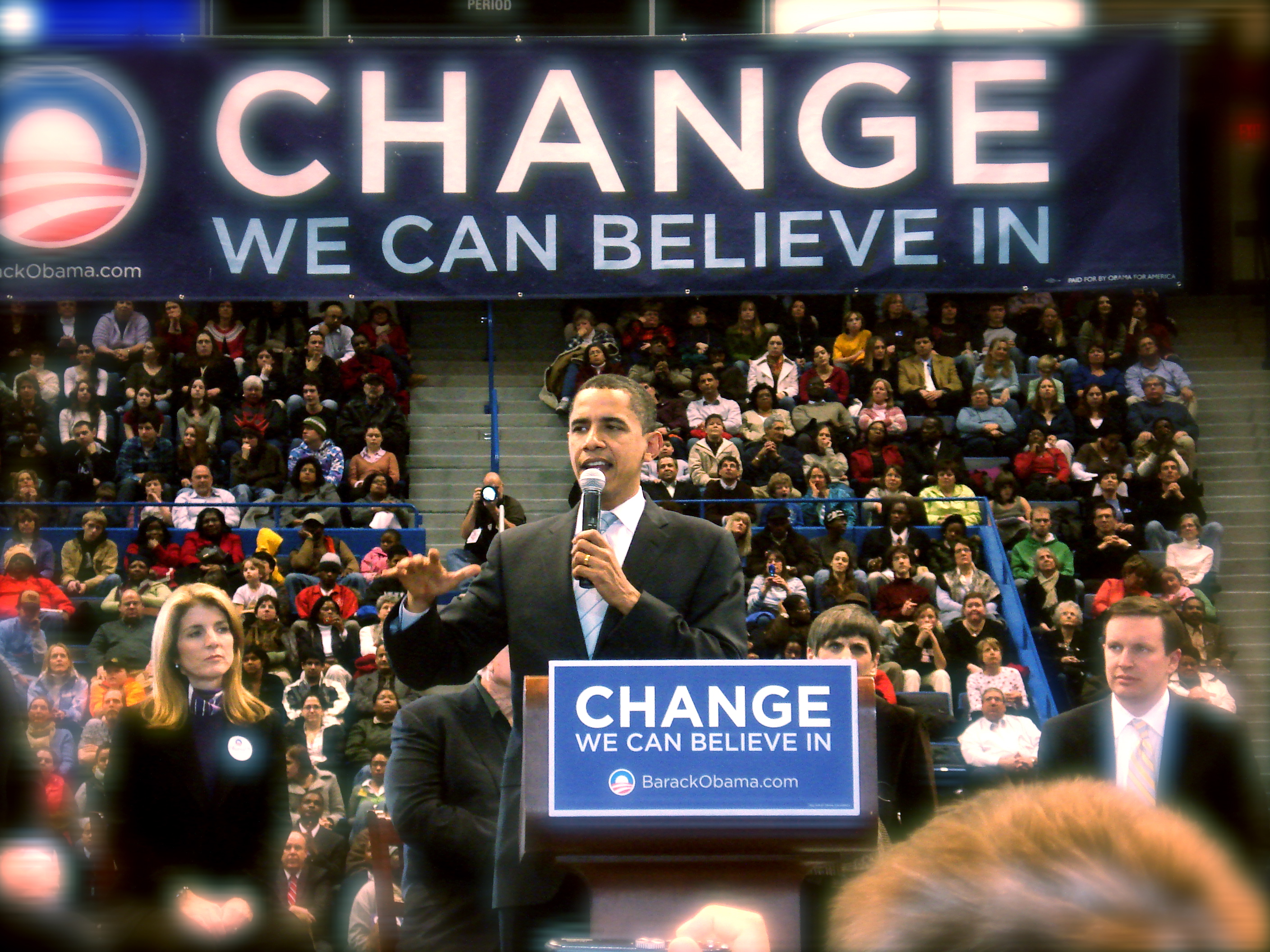
遊説中のオバマ候補（コネチカット州ハートフォード、2008年2月4日）

オバマによるギブズのコミュニケーション担当への指名は、民主党全国委員会での批評家による穏やかな論戦に合っていた。彼らは2004年の大統領選挙戦でハワード・ディーンを指名断念に追い込んだギブズの攻撃的な選挙戦術を覚えていたのだ。しかしオバマはギブズを彼の「南部対策1人グループ」としてみていて、戦略家のデイヴィッド・アクセルロッド、選挙運動ディレクターのデイヴィッド・プラウフェ、そして調査ディレクターのデヴォラ・アドラーを含む強固に団結したチームの一員としてギブズを迎え入れた。コミュニケーション担当職における論戦相手の偽情報戦術に対抗する攻撃的かつ迅速な反応によって、ギブズは「エンフォーサー」（enforcer、アイスホッケーで相手選手に怪我をさせてしまうようなラフプレイを厭わず相手にすごみをきかせる選手）として知られるようになった。ギブズは、「選挙戦のメッセージを作り、24時間7日間の報道サイクルに対応し、記者とむだ話をし、そして報道内容に反対の場合は反撃する」ための責任者となった。2007年はじめ、ギブズはオバマの選挙運動と報道機関との間に立ち、共和党全国委員会のバラク・オバマに対する反対候補調査（opposition research）戦術への対抗策を模索した。彼にはオバマに対する印象操作をメディアに行わせない大きな責任があった。ギブズは、オバマの宗教的な幼児期教育に疑問を抱く保守的な報道に基づいた主張に対して、素早い対応を実践した。「オバマはムスリムである」という主張に対する応答の中で、ギブズは他のニュース・ネットワークを通してオバマはこれまでも現在もムスリムではないという情報を広めた。その際、ギブズは「これらの悪意に基づいた無責任な非難は、紛れもなくアメリカ人が辟易する政治手法だ」と語った。
ジョージ・W・ブッシュがクネセト（イスラエル議会）に対するコメントの中で、外交にフォーカスを置くオバマの対外政策に対して疑問を呈すると、ギブズはブッシュのコメントを「驚くべき」「外国における前代未聞の攻撃」であると応酬した。ギブズは、ブッシュの政策は彼自身の防衛長官であるロバート・ゲーツによって度外視された「カウボーイ外交」そのものであると評し、ゲーツの「我々は影響力を持つための方法を見つけ出す必要がある…その後交渉のテーブルに着く…もし議論が予定されているなら、彼らもまた何かを必要とするだろう。彼らが我々から何も必要としていないと感じる限り、我々は議論を行うことはできないし、請求者になることもまったくない」という言葉を引用した。ギブズは、激烈な民主党予備選挙の後、オバマとヒラリー・クリントンが最初に会談している間記者を「人質にとっていた」として、ニュース・メディアの幹部から広く非難された。しかしギブズは「とにかくそれは欺いたのではなく、ただのプライベートな会談だったのです」と反論した。
選挙前の数週間にわたりオバマと ウエザーマン共同設立者のビル・エアーズとの論戦の中で、ギブズは自身が繰り返しエアーズの話題を取り上げたことに関してFOXニュース・ネットワークのショーン・ハニティと対峙したが、これがギブズ自身の全国的な知名度を押し上げた。その放送でギブズは、オバマがかつてエアーズと共に慈善団体の役員を務めていたことを理由にオバマをテロリストと結びつけようとするハニティの試みに対抗した。ギブズは、その役員には共和党のマケイン支持者もいるし、ハニティ自身はかつて反ユダヤ主義を主張していたアンディ・マーティンを使っていた、と反論した。ギブズはディベートの中で、もしエアーズとの関係を根拠としたオバマがテロリストであるというハニティの主張が正しければ、ハニティはマーティンとの関係を根拠として自身が反ユダヤ主義者であることを認めなければならない、と論じた。

## ホワイトハウス報道官
2008年11月22日、オバマ政権移行チームはギブズがオバマ政権のホワイトハウス報道官となることをアナウンスした。ギブズは2009年1月20日に報道官となり、1月22日に最初の公式記者会見を開いた。
ギブズの報道官就任以来、会見室での記者団とのやりとりに笑いが増えた。政治専門サイト「ポリティコ」の集計によれば、記者会見録の中の笑いの数が就任後4か月間で600回以上であることが分かった。これはペリーノ前報道官の57回、マクレラン元報道官の66回、テレビコメンテーター出身のスノウ元報道官の217回を大幅に上回っており、ギブズのユーモアのセンスを評価する声が上がっている。2009年5月13日には、定例記者会見中に記者の携帯電話の着信音が何度も鳴ったため、笑顔で手招きして記者から携帯を「没収」したのち隣の部屋に放り投げ、記者団の笑いを誘った。
オバマ政権を実質支配する4人組の一員として、ラム・エマニュエル大統領首席補佐官、デイヴィッド・アクセルロッド大統領上級顧問、バレリー・ジャレット大統領上級顧問とともに、政権イメージ悪化の一因となっていると批判されることがある。

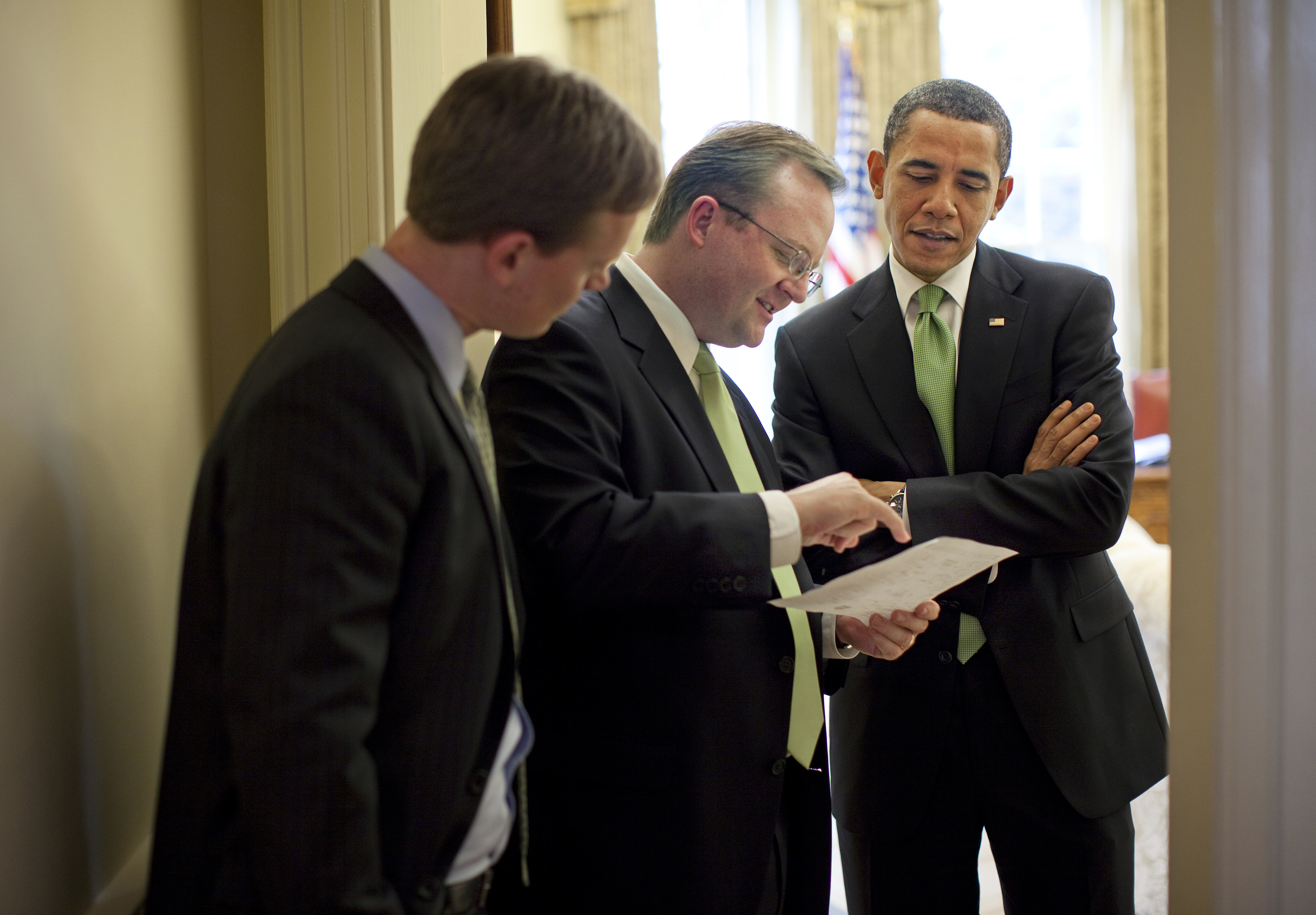
ホワイトハウスでギブズ（中央）と話すオバマ大統領（09/3/17）
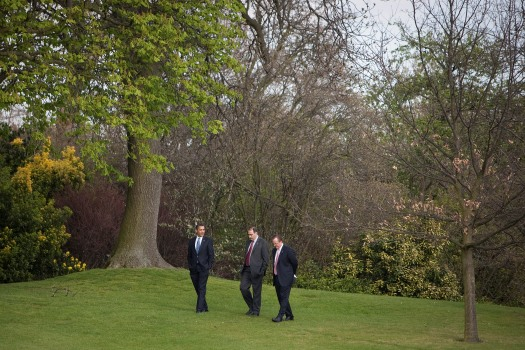
ロンドンのウィンフィールド・ハウスの庭を歩くオバマ大統領とギブズ（右）（09/4/1）
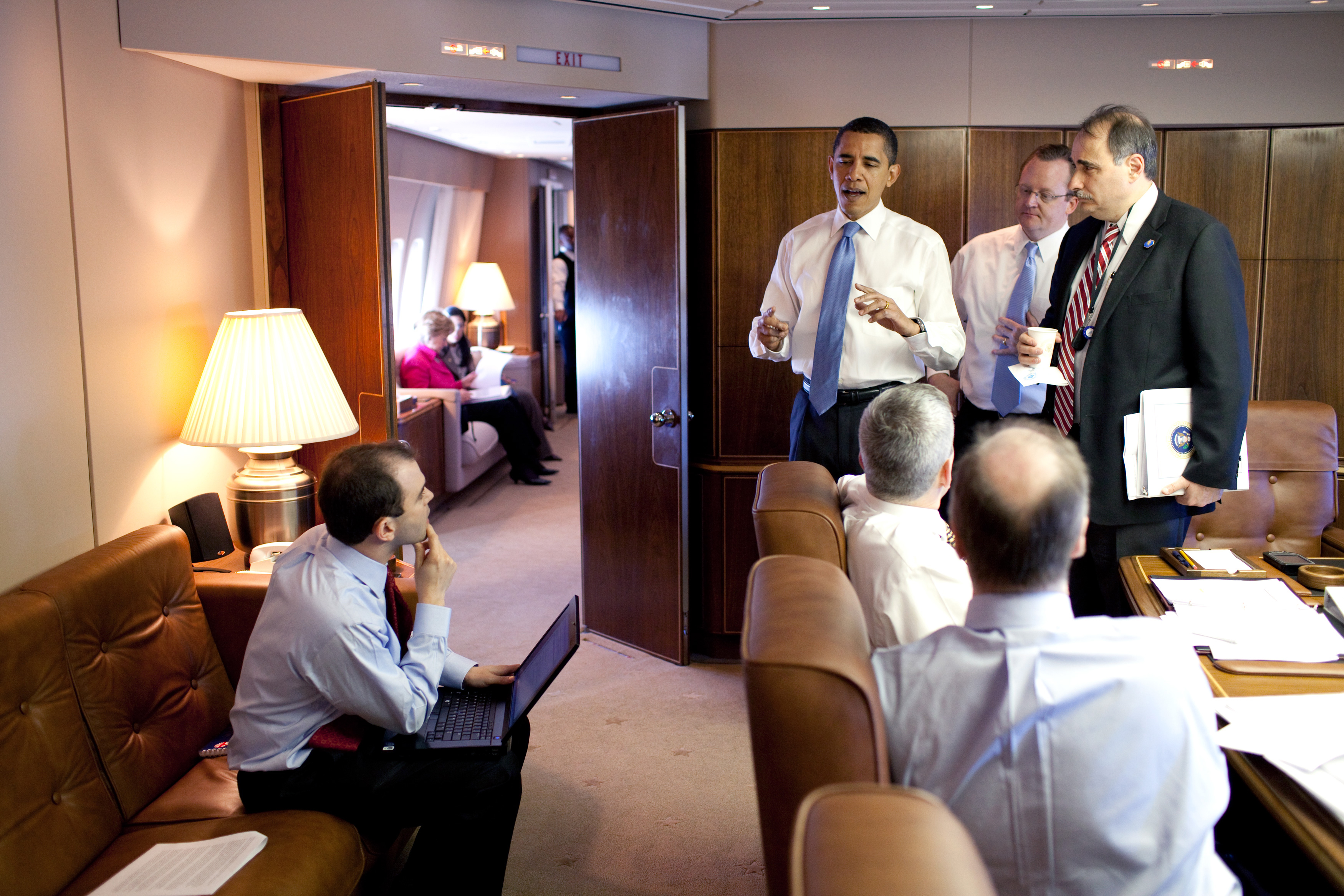
エアフォースワンで打ち合わせ中のオバマ大統領とギブズ（右から2番目）（4/3/09）
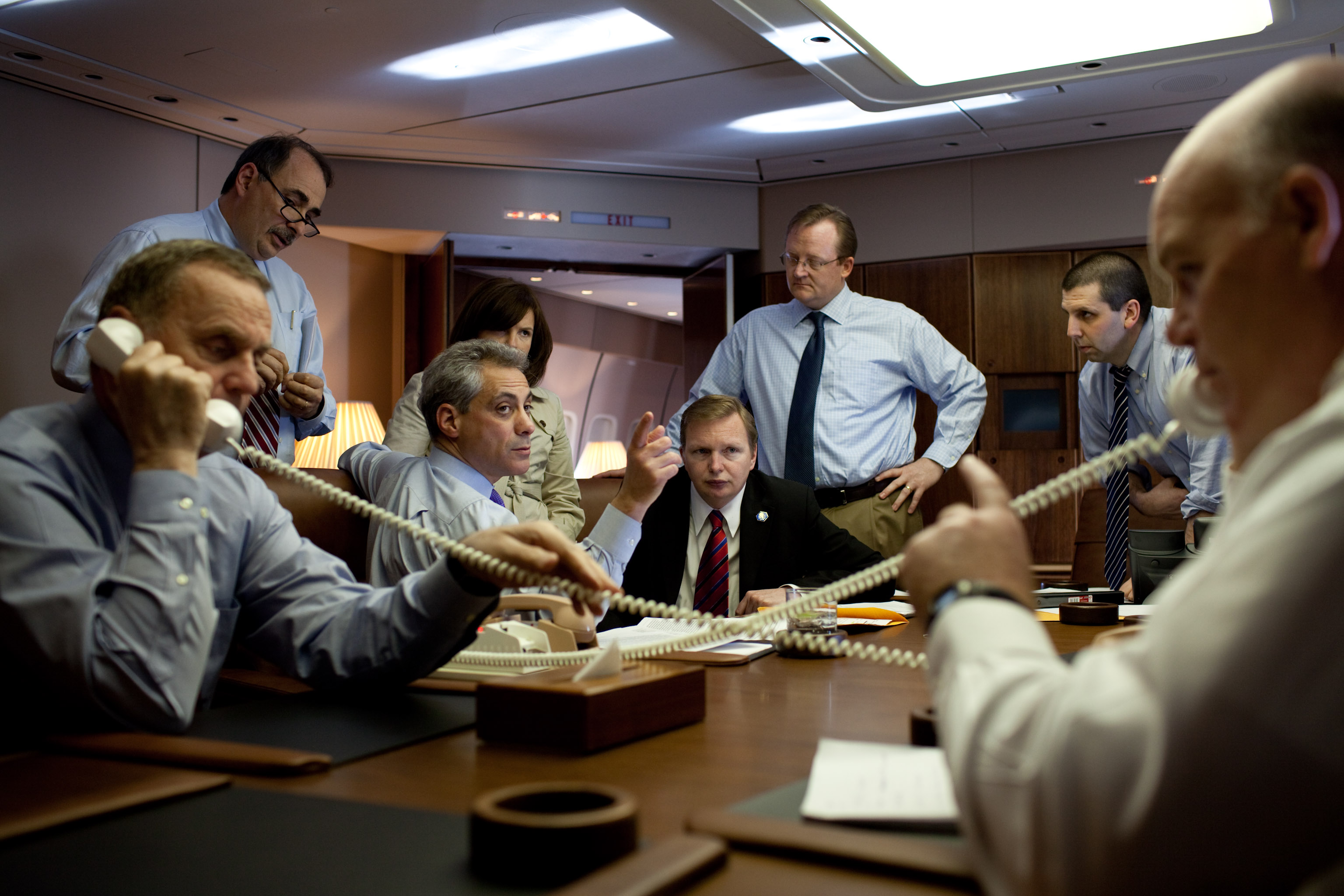
イラクへフライト中のエアフォース・ワンでのギブズ（中央）（09/4/7）
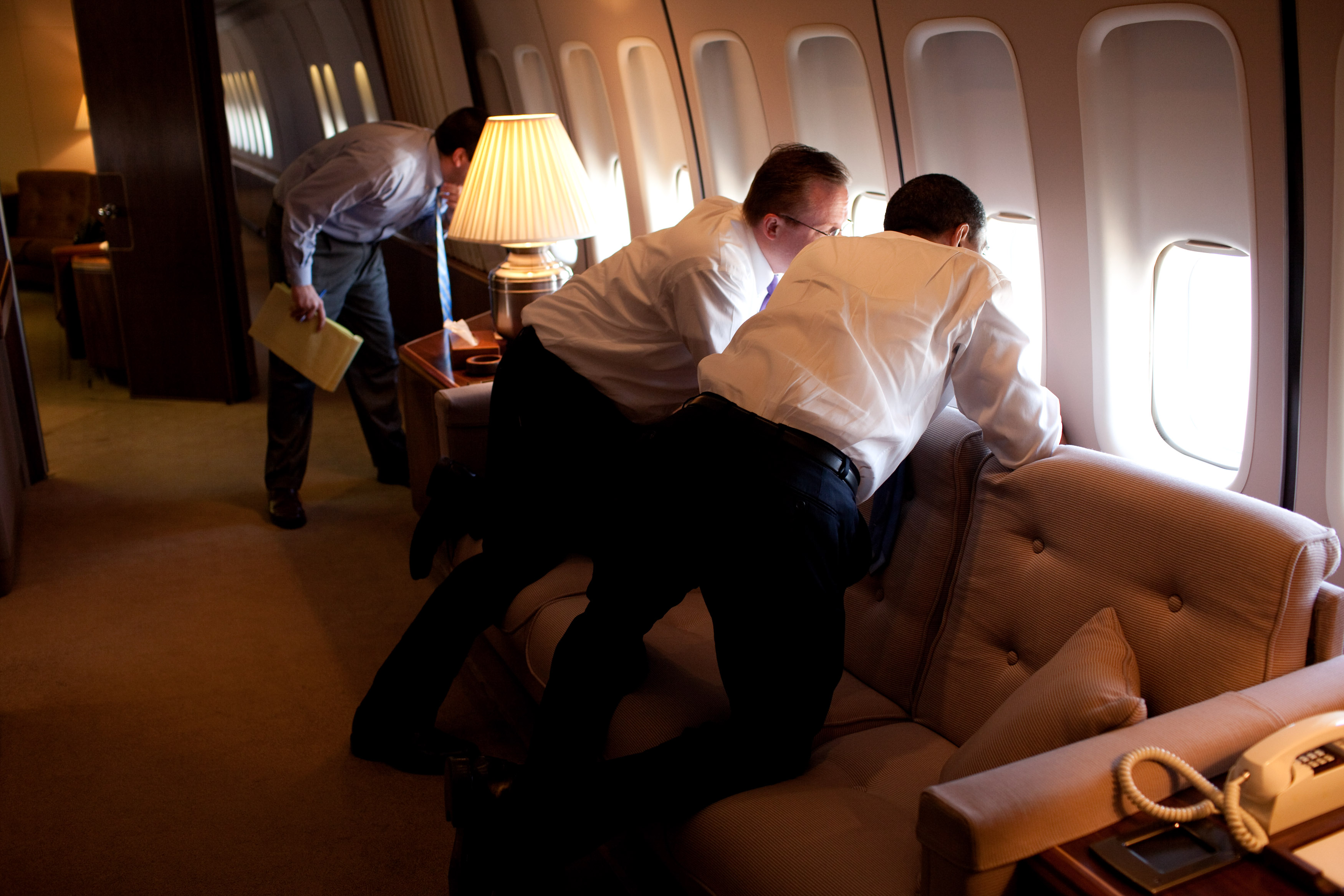
カイロへフライト中のエアフォース・ワンで機外の景色を見るオバマ大統領とギブズ（09/6/4）

## 私生活
ギブズは検事である妻メアリー・キャサリン・ギブズと5歳の息子と共にバージニア州アレクサンドリアに住んでいる。ギブズの両親は母親のナンシーがデューク大学の図書館ディレクターとなったため、ノースカロライナ州エイペックスに住んでいる。ギブズは大学フットボールのファンで、特にオーバーン大学タイガースを応援している。

## 推奨文献
- Leibovich, Mark (2008年12月17日). “Between Obama and the Press”. The New York Times Magazine 2008年12月17日閲覧。